# Abdel Malek El Hasnaoui
Abdel Malek El Hasnaoui (Amsterdam, 9 februari 1994) is een Marokkaans-Nederlands betaald profvoetballer die bij voorkeur als middenvelder speelt. Hij speelt bij Al Nasr uit Oman.

## Clubcarrière

### AFC Ajax
Abdel Malek El Hasnaoui kwam in 2002 over van VVA/Spartaan om in de jeugdopleiding van Ajax te gaan spelen. El Hasnaoui doorliep de hele jeugdopleiding van Ajax.
Op 13 juli 2013 maakte El Hasnaoui zijn officieus debuut voor Ajax in de vriendschappelijke wedstrijd tegen RKC Waalwijk die met 5-1 werd gewonnen. El Hasnaoui verving in de 63e minuut Christian Eriksen. Tijdens het seizoen 2013/14 behoorde El Hasnaoui tot de selectie van Jong Ajax die voor het eerste in de historie actief was in de Jupiler League. Op 30 augustus 2013 maakte El Hasnaoui zijn debuut in het betaald voetbal in de vijfde wedstrijd van Jong Ajax in de Jupiler League thuis tegen Jong FC Twente (2-1 winst). El Hasnaoui scoorde op 23 februari 2014 zijn eerste officiële doelpunt in het betaald voetbal in de Jupiler League uitwedstrijd tegen Sparta Rotterdam die met 4-2 werd gewonnen.

### PEC Zwolle
Op 11 augustus 2015 werd bekendgemaakt dat El Hasnaoui transfervrij de overstap maakte naar PEC Zwolle. El Hasnaoui tekende hier voor 1 jaar, plus een optie voor nog een seizoen. Op 11 augustus 2015 maakte hij zijn Eredivisie debuut voor PEC Zwolle in de thuiswedstrijd tegen SC Cambuur die in 2-2 eindigde. Hij kwam na 80 minuten in het veld voor Rick Dekker. Door een heupblessure moest El Hasnaoui een aantal wedstrijden toekijken. Eind maart 2016 werd bekendgemaakt dat het aflopende contract van El Hasnoaui door Zwolle niet werd verlengd.

### AZ
In de zomer van 2017 tekende El Hasnaoui een contract bij AZ. Hij komt uit voor Jong AZ in de Eerste divisie. Op 18 augustus maakte hij zijn debuut voor Jong AZ tegen FC Den Bosch, hij scoorde de gelijkmaker in een 3-1 gewonnen uitwedstrijd.
Hij verruilde medio 2018 FC Eindhoven voor Chabab Rif Al Hoceima waar hij medio november 2018 vertrok.

### Al Nasr
In januari 2022 vertrok hij naar Al Nasr, dat uitkomt in de hoogste divisie in Oman.

## Clubstatistieken
| Seizoen         | Club            | Competitie      | Competitie | Competitie | Beker | Beker | Internationaal | Internationaal | Overig | Overig | Totaal | Totaal |
| Seizoen         | Club            | Competitie      | Wed.       | Dlp.       | Wed.  | Dlp.  | Wed.           | Dlp.           | Wed.   | Dlp.   | Wed.   | Dlp.   |
| --------------- | --------------- | --------------- | ---------- | ---------- | ----- | ----- | -------------- | -------------- | ------ | ------ | ------ | ------ |
| 2013/14         | Jong Ajax       | Eerste divisie  | 26         | 2          | —     | —     | —              | —              | —      | —      | 26     | 2      |
| 2014/15         | Jong Ajax       | Eerste divisie  | 7          | 0          | —     | —     | —              | —              | —      | —      | 7      | 0      |
| 2015/16         | PEC Zwolle      | Eredivisie      | 13         | 0          | 1     | 0     | —              | —              | 2      | 0      | 16     | 0      |
| 2017/18         | Jong AZ         | Eerste divisie  | 11         | 1          | —     | —     | —              | —              | —      | —      | 11     | 1      |
| 2018            | Chabab Rif      | Botola Pro      | 3          | 0          | 0     | 0     | 0              | 0              | 0      | 0      | 3      | 0      |
| Carrière totaal | Carrière totaal | Carrière totaal | 60         | 3          | 1     | 0     | 0              | 0              | 2      | 0      | 63     | 3      |

 Bijgewerkt t/m 10 juli 2021.

## Interlandcarrière

### Jeugelftallen
Als jeugdinternational kwam El Hasnaoui in actie voor het Nederlands elftal onder 19 jaar. Voor dit team speelde hij vier wedstrijden.
| Jeugdinterlands van Abdel Malek El Hasnaoui | Jeugdinterlands van Abdel Malek El Hasnaoui | Jeugdinterlands van Abdel Malek El Hasnaoui | Jeugdinterlands van Abdel Malek El Hasnaoui | Jeugdinterlands van Abdel Malek El Hasnaoui | Jeugdinterlands van Abdel Malek El Hasnaoui |
| Team (№ interlands)                         | Datum                                       | Wedstrijd                                   | Uitslag                                     | Soort Wedstrijd                             | Doelpunten                                  |
| Als speler bij Ajax                         | Als speler bij Ajax                         | Als speler bij Ajax                         | Als speler bij Ajax                         | Als speler bij Ajax                         | Als speler bij Ajax                         |
| ------------------------------------------- | ------------------------------------------- | ------------------------------------------- | ------------------------------------------- | ------------------------------------------- | ------------------------------------------- |
| Onder 19 (1.)                               | 9 oktober 2012                              | Nederland - Malta                           | 5 – 0                                       | EK-kwalificatie Litouwen '13                |                                             |
| Onder 19 (2.)                               | 11 oktober 2012                             | San Marino - Nederland                      | 0 – 4                                       | EK-kwalificatie Litouwen '13                |                                             |
| Onder 19 (3.)                               | 14 oktober 2012                             | Nederland - Polen                           | 3 – 1                                       | EK-kwalificatie Litouwen '13                |                                             |
| Onder 19 (4.)                               | 2 april 2013                                | Nederland - Schotland                       | 2 – 1                                       | Vriendschappelijk                           |                                             |